# Agashi
Agashi és un port del districte de Thane (abans districte de Thana) a Maharashtra, Índia, a la taluka de Vasai, a uns 15 km al nord de Vasai-Virar (Vasai) i avui part de la conurbació de Bombai (Mumbai). Hi ha un temple les aigües properes del qual tenen fama de ser curatives.

## Història
Fou un lloc important al segle xvi per la quantitat de fusta per vaixells i la construcció d'aquestos; fou saquejada dues vegades pels portuguesos, el 1530 i el 1531 i es diu que el 1530 foren capturats 300 vaixells gujaratis; el 1533 va passar als portuguesos després d'ocupar Bassein. Vers el 1540 els portuguesos van fer viatges a Europa en un vaixell trobat als magatzems de la ciutat. El 1570 és esmentada com a possessió portuguesa i centre de comerç amb Gujarat i altre cop el 1615; un gran huracà la va afectar el 1618; el 1634 expedicionaris mogols van destruir un monestir dominicà i altres edificis de la ciutat.
Vers el 1750 va passar dels portuguesos als marathes i el 1837 era capital d'una comarca de majoria cristiana, però el 1881 ja 5/7 parts de la població era hindú i només restaven 1500 cristians. El comerç es va orientar cap a Bombai.

## Edificis
S'hi conserva una gran església construïda després de la destrucció de Nossa Senhora da Luz (construïda el 1535 pel franciscà Antonio do Porto).
També es conserva un temple de Bhavanishankar que fou construït el 1691 per Shankarji Keshav Phadke al costat del qual un tirth o lloc de bany construït també el 1691 per un parent del senyor de Miraj al sud del país maratha, en agraïment perquè havia estat curat per les seves aigües.
Un segon temple dedicat al hanuman, construït pel mateix Shankarji Keshav a finals del segle xvii, i un temple jain dedicat a Parsasnath construït per Motilal, un vani de Bombai, al segle xix, també es conserven en bon estat.